# LaMarr Woodley
LaMarr Dewayne Woodley (Saginaw, 3 novembre 1984) è un giocatore di football americano statunitense che gioca nel ruolo di outside linebacker per gli Arizona Cardinals nella National Football League (NFL). Fu scelto nel corso del secondo giro (46º assoluto) del draft NFL 2007 dai Pittsburgh Steelers. Al college giocò a football a Michigan.

## Carriera professionistica

### Pittsburgh Steelers

#### 2007: stagione da rookie
Woodley fu scelto dai Pittsburgh Steelers nel corso del secondo giro del Draft 2007 dai Pittsburgh Steelers. Il 19 luglio 2007 firmò un contratto quadriennale per un totale di 3,065 milioni di dollari. Il suo primo sack  lo mise a segno nella sua seconda gara da professionista, ai danni del quarterback dei Buffalo Bills J.P. Losman nel quarto periodo della gara vinta da Pittsburgh 26-3. Il suo secondo sack giunse la settimana successiva, contro Alex Smith dei San Francisco 49ers, nella vittoria degli Steelers 3 37-16. Chiuse giocando 13 partite con 14 tackle totali, 4 sack e un fumble forzato.

#### 2008: vittoria del Super Bowl XLIII
Nella stagione 2008 conquistò il posto di outside linebacker sinistro titolare lasciato libero da Clark Haggans, passato agli Arizona Cardinals. Nella prima gara della sua seconda stagione fu nominato miglior difensore della settimana. Egli fece registrare tre tackle, un sack, un intercetto, un passaggio deviato e un fumble recuperato nella sua prima gara in carriera come titolare. Nella quarta settimana del 2008 segnò il suo primo touchdown dopo un fumble recuperato contro i Baltimore Ravens. Il 7 novembre venne sanzionato dalla NFL per 10.000$ per eccesso di violenza sul quarterback avversario. Gli Steelers vinsero la loro division con una gara di vantaggio sui Baltimore Ravens, concludendo con un record di 12-4 e qualificandosi per i playoff. Giocò 15 partite tutte da titolare con 60 tackle totali, 11,5 sack, un intercetto, 2 fumble forzati e 4 recuperati di cui uno ritornandolo in touchdown.
Dopo aver sconfitto i San Diego Chargers 35-24 nel division round,  gli Steelers eliminarono anche i loro rivali di division, i Baltimore Ravens, nella finale dell'AFC  23-14 qualificandosi per il Super Bowl XLIII. Dopo aver messo a segno due sack in entrambi turni di playoff, Woodley divenne il primo giocatore della storia della NFL a far registrare tre gare di playoff consecutive con più di un sack, grazie ai due messi a segno anche nella sconfitta degli Steelers 31-29 contro i Jacksonville Jaguars nel turno delle wild card dell'anno precedente. Nel Super Bowl XLIII, Woodley estese la sua striscia a quattro gare, mettendo a segno due sack su Kurt Warner, forzando il fumble degli Arizona Cardinals con 5 secondi rimanenenti che chiuse la gara.

#### 2009
Nel 2009, Woodley fece registrare 62 tackle, 13.5 sacks e un fumble forzato, giocando come titolare tutte le 16 gare stagionali della squadra. Egli fu convocato per il suo primo Pro Bowl ed inserito nella seconda formazione ideale della stagione All-Pro. Gli Steelers campioni in carica chiusero con un record di 9 vittorie e 7 sconfitte, classificandosi al terzo posto nella propria division e fallendo l'accesso ai playoff. Giocò 16 partite tutte da titolare con 62 tackle totali, 13.5 sack, un fumble forzato e uno recuperato ritornandolo in touchdown.

#### 2010
Nella stagione 2010, Woodley mise a segno 50 tackle, 10,0 sack, un intercetto (ritornato in un touchdown), due passaggi deviati, tre fumble forzati e due recuperati. Gli Steelers vinsero la AFC North con un record di 12-4 e nei playoff eliminarono prima i Baltimore Ravens nel divisional round (31-24) e successivamente i New York Jets (24-19) nella finale della AFC, qualificandosi per il Super Bowl XLV contro i Green Bay Packers,  perso 25-31. Giocò 16 partite tutte da titolare con 50 tackle totali, 10 sack, 2 intercetti di cui uno ritornato in touchdown, 3 fumble forzati e 2 recuperati.

#### 2011
Il 23 febbraio 2011 gli venne offerta la franchise tag per un anno a 10,091 milioni di dollari, il 5 agosto firmò un contratto di 6 anni per un totale di 61,5 milioni di dollari. Durante la stagione Woodley saltò sei partite a causa di un infortunio a un tendine. Durante il periodo in cui James Harrison (suo compagno come outside linebacker e pass rusher principale degli Steelers) rimase fuori dal campo infortunato per quattro partite, Woodley si spostò nel ruolo di Harrison migliorando notevolmente le sue prestazioni, mettendo a segno 7.5 sack in quelle sole quattro partite. Il 19 novembre venne sanzionato per la seconda volta dalla NFL per 12.500$ dopo aver commesso un tackle eccessivo sul quarterback. Gli Steelers chiusero al secondo posto nella division dietro i Ravens con un record di 12-4 ma persero nei playoff contro i Denver Broncos di Tim Tebow. A fine stagione fu votato al 63º posto nella NFL Top 100, l'annuale classifica dei migliori cento giocatori della stagione. Giocò 10 partite tutte da titolare con 41 tackle totali, 9 sack, un intercetto e un fumble recuperato.

#### 2012
Nella stagione 2012 giocò 13 partite tutte da titolare con 38 tackle totali, 4 sack, un intercetto, un fumble forzato e uno recuperato. Il 12 marzo 2013 ristrutturò il suo salario di base da 9 milioni  di dollari a 3,6 milioni.

#### 2013
Nel 2013 giocò 11 partite, tutte come titolare, con 36 tackle totali, 5 sack, un fumble forzato e uno recuperato. Quella fu l'ultima stagione con gli Steelers prima di esser svincolato il 10 marzo 2014 per risparmiare spazio salariale.

### Oakland Raiders
Il 13 marzo 2014, Woodley firmò un contratto biennale del valore di 12 milioni di dollari con gli Oakland Raiders. Dopo una stagione in cui giocò solo 6 partite a causa di un infortunio al bicipite, fu svincolato dai Raiders.

### Arizona Cardinals
Il 10 marzo 2015, Woodley firmò un contratto annuale al minimo salariale con i Cardinals.

## Palmarès

### Franchigia
- Super Bowl : 1

Pittsburgh Steelers: XLIII
- American Football Conference Championship: 2

Pittsburgh Steelers: 2008, 2011

### Individuale
- Convocazioni al Pro Bowl: 1

2009
- All-Pro: 1

2009
- Ted Hendricks Award - 2006
- Lombardi Award - 2006

## Statistiche
| Partite totali      | 100  |
| Partite da titolare | 86   |
| Tackle totali       | 304  |
| Sack                | 57,0 |
| Intercetti          | 5    |
| Fumble forzati      | 9    |

Statistiche aggiornate alla stagione 2014